# ヴァレーゼ・カルチョSSD
ソチエタ・スポルティバ・ディレッタンティスティカ・ヴァレーゼ・カルチョ Srl（Società Sportiva Dilettantistica Varese Calcio Srl）は、かつてイタリア・ヴァレーゼに本拠地を置いていたサッカークラブである。2019年に解散した。

## 歴史
ヴァレーゼFC（Varese Football Club）として1910年に設立。長年にわたって下位カテゴリーで戦っていたが、1960〜1970年代にはピエトロ・アナスタシ、ロベルト・ベッテガ、クラウディオ・ジェンティーレらが在籍し、通算7シーズンをセリエAで過ごした。しかし、1974-75シーズンを最後にトップリーグからは遠ざかり、低迷が続く中で2004年には経営破綻によって地域リーグのエッチェッレンツァまで降格。
現在のASヴァレーゼ1910として再出発を切った後、2010-11シーズンは26年ぶりとなるセリエBに挑戦。1年目から2季連続で昇格プレーオフに進むも、セリエA昇格は逃している。
2019年8月12日に裁判所へ正式に破産宣告し、クラブが消滅。ヴァレーゼの伝統を正式に引き継ぐことを提案している会社がなく、2019-2020シーズンはどのカテゴリーリーグにも未登録のまま。
解散後にヴァレーゼファンがASDチッタ・ディ・ヴァレーゼというクラブを設立し赤と白のクラブカラーを引き継いだが、正式な後継クラブとは名乗っていない。同チームは24/25シーズンはセリエDに所属している。

## クラブ名の遍歴
- 1910-1923 ヴァレーゼ・フットボール・クラブ (Varese Football Club)
- 1923-1926 アッソチャツィオーネ・スポルティーヴァ・ヴァレジーナ (Associazione Sportiva Varesina)
- 1926-1947 ヴァレーゼ・スポルティーヴァ (Varese Sportiva)
- 1947-1971 ヴァレーゼ・フットボール・クラブ1910 (Varese Football Club 1910)
- 1971-1988 ヴァレーゼ・カルチョ1910 (Varese Calcio 1910)
- 1988-2004 ヴァレーゼ・フットボール・クラブ (Varese Football Club)
- 2004-2015 アッソチャツィオーネ・スポルティーヴァ・ヴァレーゼ1910 (Associazione Sportiva Varese 1910)
- 2015-2018 ヴァレーゼ・カルチョ・ソチエタ・スポルティーヴァ・ディレッタンティスティカ (Varese Calcio Società Sportiva Dilettantistica a r.l.)
- 2018　　　ソチエタ・スポルティバ・ディレッタンティスティカ・ヴァレーゼ・カルチョ (SocietàSportiva Dilettantistica Varese Calcio Srl)

## 国内タイトル
- セリエB : 3回
  - 1963-64, 1969-70, 1973-74
- コッパ・イタリア・セリエC : 1回
  - 1994-95
- コッパ・イタリア・セリエD : 1回
  - 1993-94
- セリエC : 2回
  - 1942-43 (ジローネD), 1962-63 (ジローネA)
- セリエC1 : 1回
  - 1979-80 (ジローネA)
- セリエC2 : 1回
  - 1997-98 (ジローネA)
- レガ・プロ・セコンダ・ディヴィジオーネ : 1回
  - 2008-09 (ジローネA)

## 記録
- ホーム最多得点試合 ヴァレーゼ 5-0 ユヴェントス
  - セリエA 1967-68
- アウェイ最多得点試合 ラネロッシ・ヴィチェンツァ 0-4 ヴァレーゼ
  - セリエA 1971-72
- アウェイ最多失点試合 インテル 6-0 ヴァレーゼ
  - セリエA 1968-69
- ホーム最多失点試合 ヴァレーゼ 1-6 カリアリ
  - セリエA 1968-69

## 過去の成績
- 2000-01 セリエC1・ジローネA 10位
- 2001-02 セリエC1・ジローネA 6位
- 2002-03 セリエC1・ジローネA 15位 プレイオフ勝利により残留
- 2003-04 セリエC1・ジローネA 16位 財政難で破綻によりエッチェッレンツァへ降格
- 2004-05 エッチェッレンツァ・ロンバルディア・ジローネA 2位 セリエD昇格
- 2005-06 セリエD・ジローネA 1位 セリエC2昇格
- 2006-07 セリエC2・ジローネA 11位
- 2007-08 セリエC2・ジローネA 11位
- 2008-09 セリエC2・ジローネA 1位 レガ・プロ・プリマ・ディヴィジオーネ昇格
- 2009-10 レガ・プロ・プリマ・ディヴィジオーネ・ジローネA 2位 プレイオフ勝利によりセリエB昇格
- 2010-11 セリエB 4位 プレーオフ敗退により残留
- 2011-12 セリエB 5位 プレーオフ敗退により残留
- 2012-13 セリエB 7位
- 2013-14 セリエB 18位
- 2014-15 セリエB 21位 破産により降格
- 2015-16 エッチェッレンツァ・ロンバルディア・ジローネA 1位 セリエD昇格
- 2016-17 セリエD・ジローネA 2位 プレーオフ敗退により残留
- 2017-18 セリエD・ジローネA 18位 エッチェッレンツァへ降格
- 2018-19 エッチェッレンツァ・ロンバルディア・ジローネA 12位
- 2019-20 破産によりクラブ再建なし

## 現所属メンバー
2019年10月1日現在
注：選手の国籍表記はFIFAの定めた代表資格ルールに基づく。
| No. | Pos. |  | 選手名 |
| --- | ---- |  | ------ |
|     |      |  |        |

| No. | Pos. |  | 選手名 |
| --- | ---- |  | ------ |

## 歴代会長
- カサーレ・カサティ 1963-1965
- ジョヴァンニ・ボルギ 1965-1969
- グイド・ボルギ 1969-1978
- イヴァン・ビッソン 1978-1979
- マリオ・コラントゥオーニ 1979-1985
- ジュゼッペ・マロッタ 1985-1986
- リッカルド・スカンドローリオ 1986-1988
- クラウディオ・ミラネーゼ 1988-1990
- ルイジ・オッリゴーニ 1990-1991
- ジュリオ・ニドリ 1991-1993
- パオロ・ビンダ 1993-2000
- ジェロラモ・ベルナレッジ 2000-2001
- クラウディオ・トゥッリ 2001-2004
- クラウディオ・トゥッリ、ステファーノ・タッコーニ -2004
- エリア・アッツァリン、リッカルド・ソリャノ -2004
- ピエトロ・マローゾ 2004-2008
- アントニオ・ロサーティ 2008-2013
- ニコラ・ラウレンツァ 2013-2015
- ガブリエーレ・チャヴァッレッラ 2015-

## 歴代監督
- アントニオ・ヤンニ 1938-1940
- ルイス・モンティ 1942-1944
- ジョヴァン・バッティスタ・ファッブリ 1957-1959
- マンリオ・スコピーニョ 1959-1961
- エットーレ・プリチェッリ 1961-1965
- ピエトロ・マーニ (監督兼選手) 1965-1966
- ブルーノ・アルカリ (監督兼選手) 1966-1969
- セルジョ・ブリゲンティ、アルマンド・ピッキ 1969
- ニルス・リードホルム 1969-1971
- セルジョ・ブリゲンティ 1971
- ジャンカルロ・カデー 1971-1972
- ピエトロ・マローゾ 1972-1978
- ジョルジョ・ルミニャーニ 1978-1979
- エウジェニオ・ファシェッティ 1979-1983
- マリオ・バルルッツィ 1983
- エンリコ・カトゥッツィ 1983-1984
- ジャンピエロ・ヴィターリ 1984-1985
- ジョルジョ・カナリ (監督兼選手) 1985-1986
- エドアルド・レヤ 1986-1987
- カルロ・ソルド 1987-1988
- ピエトロ・マローゾ 1988-1990
- アルフレド・マーニ 1990-1992
- カルロ・ソルド 1992-1993
- マリオ・ベッルッツォ 1993-1995
- / セルジョ・カリハリス 1995-1997
- ジョルジョ・ロゼッティ 1997-1999
- マリオ・ベレッタ 1999-2002
- マッシモ・モラレス 2002
- ジョルジョ・ロゼッティ 2002-2003
- ジュゼッペ・サンニーノ 2003-2004
- パオロ・ベルアット 2004
- マリオ・ベッルッツォ 2004
- デーヴィス・マンジャ 2004-2007
- ロベルト・ロレンツィーニ 2007-2008
- ピエトロ・カルミニャーニ 2008
- ジュゼッペ・サンニーノ 2008-2011
- ベニト・カルボーネ 2011
- ロランド・マラン 2011-2012
- ファブリーゾ・カストーリ 2012-2013
- アンドレア・アゴスティネリ 2013
- ステファノ・ソッティリ 2013
- カルミネ・ガウチエッリ 2013-2014
- ステファノ・ソッティリ 2014
- ステファノ・ベッティネッリ 2014-2015
- ジュリアーノ・メロージ 2015-

## 歴代所属選手
GK
DF
- ジョバンニ・トラパットーニ 1971-1972
- クラウディオ・ジェンティーレ 1972-1973
- ジャンルカ・ペッソット 1989-1991
- フェデリコ・バルザレッティ 1999-2001

MF
- ホルスト・シマニアク 1964-1965
- ジャンピエロ・マリーニ 1969-1970, 1972-1975

FW
- ジュゼッペ・メアッツァ 1943-1944
- ロベルト・ボニンセーニャ 1965-1966
- ネストル・コンビン 1965-1966
- ピエトロ・アナスタシ 1966-1968
- ロベルト・ベッテガ 1969-1970
- アントニオ・ディ・ナターレ 1998
- セルジオ・ペリッシエ 1998-2000
- ファビオ・バッツァーニ 1998-1999
- マッシモ・マッカローネ 1999
- レオナルド・パヴォレッティ 2013-2014